# Talaok
Talaok is een bestuurslaag in het regentschap Zuid-Pesisir van de provincie West-Sumatra, Indonesië. Talaok telt 6.745 inwoners (volkstelling 2010).